# Эйдинов, Григорий Львович
Григорий Львович Эйдинов (род. 22 декабря 1946, Казань, Татарская АССР, РСФСР, СССР) — советский и российский художник. Заслуженный художник Российской Федерации (2008), Заслуженный деятель искусств Республики Татарстан (2003). Лауреат Государственной премии Республики Татарстан имени Габдуллы Тукая (2021).

## Биография
Григорий Львович Эйдинов родился 22 декабря 1946 года в Казани. Предки родом из местечка Ляды Витебской губернии, где занимались выделкой кож, но во время раскулачивания дед по отцу вместе с семьёй уехал в Воронеж. Родители работали на Воронежском авиационном заводе, во время войны были эвакуированы в узбекский Андижан, а в 1945 году по возвращении в разрушенный Воронеж приняли решение перебраться к родственникам в Казань. Отец — Лев Аронович Эйдинов, трудился термистом на Казанском вертолётном заводе и занимался закалкой металлических изделий летательных аппаратов. Мать — Мария Львовна Гуревич, работала бухгалтером на шорно-седельной фабрике, позднее вошедшей в состав кожевенного объединения имени В. И. Ленина. Имеет младших брата и сестру. Назван в честь брата матери, погибшего в первые дни Великой Отечественной войны.
С ранних лет начал пробовать себя в рисовании, несмотря на то, что в семье не было художников. В 1953—1961 годах учился в казанской средней общеобразовательной школе № 81, а также в художественной школе № 3 при клубе кожевенного объединения. В 1961 году после третьего класса художественной школы и седьмого средней в возрасте 14 лет поступил в Казанское художественное училище, которое окончил в 1966 году. Эскиз дипломной работы с женщиной, смотрящей в небо и осеняющей летящего вверху космонавта крестным знамением, не был утверждён как формалистический, ввиду чего Эйдинов написал большую картину на «никого не могущую испугать» производственную тему кузнечного цеха и с отличием выпустился из училища. В дальнейшем он неоднократно пытался поступить в художественные институты Москвы и Ленинграда, в общей сложности девять раз. В частности, был отмечен членом приёмной комиссии А. А. Дейнекой, распознавшим в его работах фешинский почерк. Несмотря на высокие баллы при сдаче экзаменов, Эйдинов так никуда и не был принят, причём в одном из случаев ему ответили, что «институт не готовит кадры для Израиля».
Несмотря на гипертонию, был призван в Советскую армию и в 1966–1968 годах в должности стрелка-автоматчика служил в 334-й стрелковой дивизии, базировавшейся в казанском кремле, где ныне находится Национальная художественная галерея «Хазинэ». В 1968 году начал сотрудничать с Татарским книжным издательством, а также стал работать художником-проектировщиком Казанского комбината торговой рекламы. В 1974–1976 годах был главным художником Кировского района Казани. Лишь спустя восемь лет после окончания училища пришёл в большое изобразительное искусство. В 1974 году по приглашению председателя Союза художников Чувашии Р. Ф. Фёдорова поступил на художественно-графический факультет Чувашского педагогического института, который окончил в 1979 году, освоив основные техники, виды и жанры графического искусства. Параллельно с учёбой, в 1976 году стал работать художником в Татарском книжном издательстве.
Эйдинов успешно проявил себя в книжной графике (рисунок, линогравюра, офорт, акварель, сепия, пастель). Он стал автором художественного оформления десятков книг как детской литературы, в частности, татарских сказок, так и классических произведений русских и зарубежных авторов, в том числе А. Милна, Г. Гарсиа Маркеса, В. Гюго, Стендаля, В. М. Гаршина, В. В. Набокова, М. А. Булгакова, Б. Л. Пастернака, В. П. Астафьева, С. Я. Маршака, Г. Тукая, З. Мансура, А. Алиша. Иллюстрации Эйдинова нередко представляют из себя авторские станковые серии в технике офорта, акварели, темперы, туши, гуаши, акрила. В своих работах он точно следует литературному материалу при создании собственной версии, но не ориентируется уже на имеющиеся изобразительные каноны. Книжные работы Эйдинова отличаются яркостью, декоративностью, простотой изобразительных средств, отточенностью рисунка. В период 1980—1989 годов он шесть раз становился лауреатом Всероссийского конкурса книжной графики «Искусство книги».
В 1989 году Эйдинов был принят в члены Союза художников СССР, в 1991 стал членом Союза художников Республики Татарстан, где до 2009 года являлся членом правления и председателя графической секции. В 1990 году в составе одной из творческих групп участвовал в разработке государственного герба России, за что был удостоен благодарственного письма от первого президента Б. Н. Ельцина. В 1991—2002 годах Эйдинов работал художником Художественного фонда Республики Татарстан. В тот период он активно разрабатывал логотипы, товарные знаки, фирменные стили для российских и зарубежных компаний, участвовал в оформлении и создании макетов книг, буклетов, каталогов, афиш. В частности, Эйдинов создал логотипы газеты «Вечерняя Казань» и Казанского государственного театра юного зрителя. Также является разработчиком внешнего вида государственных наград Татарстана — орденов «За заслуги перед Республикой Татарстан» и «Дуслык», а также медали «За заслуги перед Республикой Татарстан».
С 2002 года Эйдинов является главным художником журнала «Казань», с которым сотрудничал с 1999 года. В оформлении данного издания он выразил собственные стилистические наработки, благодаря чему журнал приобрёл неповторимый имидж. Одновременно, с 2003 года Эйдинов сотрудничает с издательством «Заман». С 2007 года он преподаёт в Казанском художественном училище имени Н. И. Фешина. С 2009 года Эйдинов также преподавал в казанском филиале Московского государственного академического художественного института имени В. И. Сурикова в должности доцента факультета графики, до его закрытия в 2017 году.
Эйдинов известен как график, живописец, дизайнер книги, плакатист. Его станковая графика отмечена напряжёнными лирическими интонациями, широким диапазоном художественного обобщения композиции от условно-символического до повествовательного характера. С 1991 года Эйдинов работает над обширной графической серией «Казанский альбом» в технике рисунка сепией, где исследует тему старого города и уходящей архитектуры Казани. С начала 2000-х годов он активно занимается станковой живописью в жанре пейзажа и сюжетной картины. Эйдинов является автором натурных ландшафтных и архитектурных пейзажей с видами старинных городов Татарстана — Свияжска и Елабуги, а также Касимова, Яранска, Гороховца. Много путешествует по зарубежных странам, в его работах встречаются виды Стамбула, Иерусалима, развалины Трои. Известны также и жанровые картины Эйдинова, в которых прослеживаются некоторые портретные элементы.
Экспонируется Эйдинов с 1973 года, является участником многочисленных выставок, в том числе персональных. Его произведения находятся в ряде собраний, в том числе в Государственном музее изобразительных искусств Республики Татарстан, Литературном музее Габдуллы Тукая в Казани, Государственном литературно-мемориальном музейном комплексе Габдуллы Тукая в Новом Кырлае. В 2021 году Эйдинов был номинирован на Государственную премию Республики Татарстан имени Габдуллы Тукая, которой удостоился за графические серии «Нефть и время», «Казанский альбом», «Мир татарской сказки», «Тайны казанские», а также художественное оформление книги «Татарский мир».

## Награды
Звания
- Почётное звание «Заслуженный художник Российской Федерации» (2008 год) — за заслуги в области изобразительного искусства[34].
- Почётное звание «Заслуженный деятель искусств Республики Татарстан» (2003 год)[2].

Медали
- Медаль «В память 1000-летия Казани» (2005 год), «За доблестный труд. В ознаменование 100-летия со дня рождения Владимира Ильича Ленина» (1970 год)[35].
- Медаль «За доблестный труд» (2016 год) — за большой вклад в развитие изобразительного искусства и многолетнюю творческую деятельность[36].

Премии
- Государственная премия Республики Татарстан имени Габдуллы Тукая (2021 год) — за создание графических серий «Нефть и время», «Казанский альбом», «Мир татарской сказки», «Тайны казанские» и художественное оформление книги «Татарский мир»[37]. Вручена президентом Республики Татарстан Р. Н. Миннихановым на сцене Татарского театра оперы и балета имени Мусы Джалиля[38].
- Премия имени Хариса Якупова (2020 год) — за графическую серию «Пастернак в Чистополе»[39][40].
- Премия имени Баки Урманче (2002 год) — за серию графических листов «Сны по Булгакову»[17][41].

Прочие
- Приз «Золотой циклоп» Московского международного конкурса «Обложка года» (2004 год)[42].
- Приз «Хрустальное перо» конкурса Союза журналистов Республики Татарстан (2006 год)[43].
- Нагрудный знак «За достижения в культуре» министерства культуры Республики Татарстан (2006 год)[44].
- Знак отличия «За безупречную службу Казани» (2014 год)[45].
- Премия ТЮРКСОЙ в области изобразительного искусства (2015 год)[46][47].

## Личная жизнь
Жена — Галина, учитель математики. Дочь Полина (юрист), два сына — Борис (госслужащий) и Лев (дизайнер).